# Staatsfilialarchiv Bautzen
Das Staatsfilialarchiv Bautzen (obersorbisch Statny filialny archiw Budyšin) ist eine besondere Untergliederung des Sächsischen Staatsarchivs. Sie wurde 1932 als Staatliches Zweigarchiv für die Oberlausitz eingerichtet, 1976 dem Staatsarchiv Dresden als Außenstelle angeschlossen und ist seit 2001 mit dem Stadtarchiv Bautzen im Archivverbund Bautzen zusammengeschlossen.

## Zuständigkeiten
Das Staatsfilialarchiv Bautzen verwahrt in der Bautzener Innenstadt, Schloßstraße 10 bis 14, auch als Bautzener Landhaus bezeichnet, im Besitz des Freistaats Sachsen befindliches Archivgut der Oberlausitz. Es umfasst ca. 1500 Urkunden, 2700 lfm Akten sowie 7000 Karten und Pläne. Zu den Beständen gehören u. a. das Schriftgut des Oberamtes der Oberlausitz, der Oberlausitzer Landstände, der Kreishauptmannschaft Bautzen und weiteren staatlichen Verwaltungs- und Justizbehörden sowie von Institutionen und den ehemaligen Standesherrschaften und Rittergütern der Oberlausitz. Die Überlieferung reicht von 1319 bis 1945/1952. Der behördliche Teil gilt seit dieser Zeit als abgeschlossen, da kein laufender Archivalienzuwachs aus den Registraturen der Verwaltungen mehr erfolgt. Die Bestände des Staatsfilialarchivs sind über die Beständeübersicht des Sächsischen Staatsarchivs online recherchierbar.

## Geschichte
Nach der Einsetzung eines Landvogts der Oberlausitz mit Sitz auf der Ortenburg im 13. Jahrhundert und der späteren Einrichtung des Oberamtes Bautzen wurden auf der Burg auch die Urkunden und anderes Schriftgut archiviert. Das Archiv des Oberamtes verbrannte beim Bautzener Stadtbrand am 2. Mai 1634.
Nach der 1932 erfolgten Zusammenlegung der Kreishauptmannschaft Bautzen mit der Kreishauptmannschaft Dresden zur Kreishauptmannschaft Dresden-Bautzen wurde zum 13. Juni 1932 auf der Ortenburg das Staatliche Zweigarchiv für die Oberlausitz zur Verwahrung des Archivguts des Oberamtes bzw. der Oberamtsregierung Bautzen, der Kreishauptmannschaft Bautzen sowie des Archivs der Landstände eingerichtet. Während des Zweiten Weltkrieges wurde das Archiv geschlossen. Die Wiedereröffnung erfolgte 1949 als Sächsisches Landeszweigarchiv für die Oberlausitz. Durch die Staatliche Archivverwaltung wurde 1965 die Zuständigkeit des Archivs auf das regionale Archivgut der Oberlausitz bis 1945/1952 festgeschrieben und es dementsprechend in Historisches Staatsarchiv Bautzen umbenannt. 1976 wurde das Archiv als Außenstelle an das Staatsarchiv Dresden angeschlossen.
Der zunehmende Verfall der Ortenburg verschlechterte seit Mitte der 1970er Jahre die Lagerungsbedingungen des Archivs. Die wertvollsten Bestände wurden in das Hauptstaatsarchiv Dresden ausgelagert. Auf Grund der untragbaren Bedingungen und in Vorbereitung der Sanierung der Ortenburg wurde das Archiv 1992 in den Speicher der Hammermühle und das ehemalige Offizierskasino an der Löhrstraße ausgelagert. Wegen des Schimmelbefalls des im Offizierskasino eingelagerten Archivguts erfolgte 1996 zur Sicherung und Bestandserhaltung dessen Umlagerung in den Neubau des Staatsarchivs Leipzig. Die Deponierung eines wesentlichen Teils des Archivguts in Dresden und nun auch in Leipzig war Anlass zu Forderungen zum Erhalt des Archivstandorts Bautzen.
Die seit 1998 mit der Stadt Bautzen getroffenen Vereinbarungen führten 2001 zur Gründung des Archivverbundes Bautzen mit dem Stadtarchiv Bautzen. Die ausgelagerten Bestände wurden seit 2000 am neuen Archivstandort Schloßstraße 10 bis 14 wieder zusammengeführt. Unter dem neuen Namen Staatsfilialarchiv Bautzen nahm die Außenstelle des Staatsarchivs Dresden am 5. Juni 2001 ihren Dienstbetrieb auf. Seit der Zusammenlegung der drei sächsischen Staatsarchive am 1. Januar 2005 zum Sächsischen Staatsarchiv ist das Staatsfilialarchiv Bautzen eine besondere Außenstelle des Hauptstaatsarchivs Dresden.

## Bisherige Leiter
Erster Leiter des Archivs war ab 1932 der Bautzener Stadtarchivar Kurt Marx. Nach der Wiedereröffnung im Jahre 1949 wurde es vom Bibliothekar Jakob Jatzwauk geleitet. Sein Nachfolger als Archivdirektor war von 1951 bis 1969 Martin Reuther. Von 1969 bis zum Verlust der Selbständigkeit im Jahre 1976 leitete Erhard Hartstock das Archiv.
Das Staatsfilialarchiv Bautzen wird heute durch die Archivarin Anja Moschke betreut.